# Flughafen Flores (Azoren)

i7
i11
i13
Der Flughafen Flores (portugiesisch Aeroporto das Flores, IATA-Code: FLW, ICAO-Code: LPFL) ist ein Regionalflughafen auf der portugiesischen Azoreninsel Flores. Die auf den Azoren beheimatete Fluggesellschaft SATA Air Açores betreibt ab Flores einige wenige, regionale Ziele im Liniendienst mit Propellerflugzeugen.